# Millard Harmon

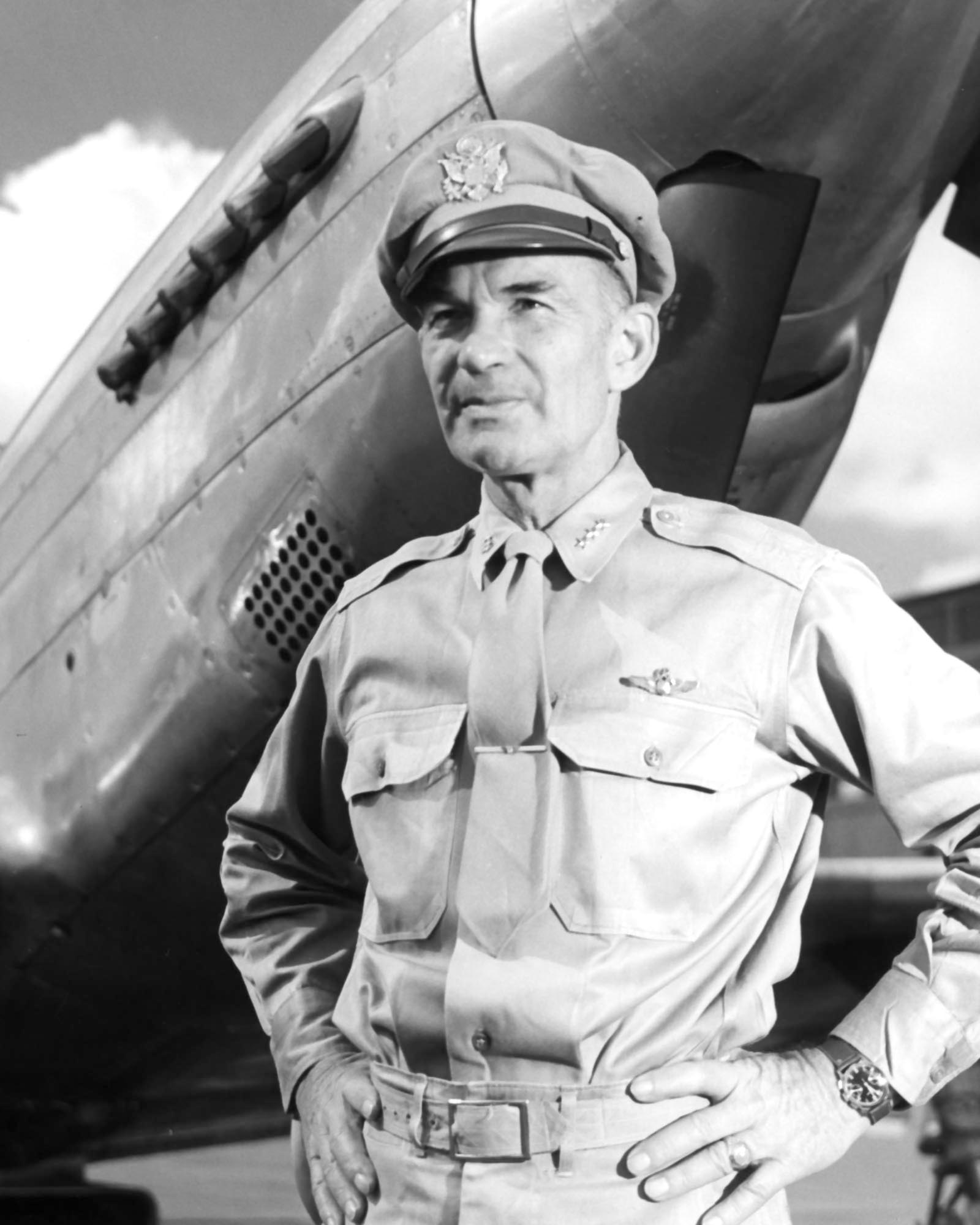
Millard Fillmore Harmon Jr.

Millard Fillmore Harmon Jr. (19 de janeiro de 1888 - 26 de fevereiro de 1945) foi um tenente-general das Forças Aéreas do Exército dos Estados Unidos durante a campanha do Pacífico na Segunda Guerra Mundial. Presume-se que ele tenha morrido em fevereiro de 1945 em um voo quando o avião que o transportava desapareceu em trânsito. Harmon, Frank Maxwell Andrews, Simon Bolivar Buckner Jr. e Lesley J. McNair, todos tenentes-generais no momento de suas mortes, estavam entre os norte-americanos de mais alto escalão a morrer na Segunda Guerra Mundial.